# Le Pecq
Le Pecq település Franciaországban, Yvelines megyében. Lakosainak száma 15 858 fő (2022. január 1.). Le Pecq Croissy-sur-Seine, Mareil-Marly, Marly-le-Roi, Le Mesnil-le-Roi, Montesson, Le Port-Marly, Saint-Germain-en-Laye és Le Vésinet községekkel határos.

## Népesség
A település népességének változása:
| Lakosok száma | 16 237 | 16 131 | 16 272 | 16 072 | 15 949 | 15 716 | 15 792 | 15 832 | 15 858 |
|               | 2013   | 2015   | 2016   | 2017   | 2018   | 2019   | 2020   | 2021   | 2022   |